# Instituto Sueco
El Instituto Sueco (en sueco Svenska institutet, SI) es una agencia gubernamental que se encarga de proporcionar información sobre Suecia en el extranjero, de promover los intereses suecos, y de organizar intercambios con otros países en diferentes ámbitos de la vida pública, especialmente en los ámbitos cultural, educativo y de investigación.
La sede principal del Svenska Institutet se encuentra en la Gamla Stan, en el centro de Estocolmo. También tiene una sede en el extranjero, el Centre culturel suédois de París. La agencia cuenta con unos noventa empleados, y el gobierno de Suecia es el que designa la dirección.
A principios del 2007, el Svenska Institutet informó de que planeaba montar una "embajada", la "Casa de Suecia", en Second Life, un mundo virtual en Internet. Esta oficina virtual no expedirá ni pasaportes ni visas, pero dará información sobre Suecia.